# 한국의약품안전관리원
한국의약품안전관리원(韓國醫藥品安全管理院, Korea Institute of Drug Safety & Risk Management)은 약화사고 등 의약품 부작용의 인과관계 조사규명, 의약품등의 안전과 관련한 부작용 정보의 수집·관리·분석·평가 등의 업무를 효율적이고 체계적으로 수행하기 위해 설립된 식품의약품안전처 산하 법인이다. 경기도 안양시 동안구 부림로169번길 30 5층에 위치하고 있다.

## 설립 근거
- 약사법 제68조의3[2]

## 연혁
- 2012년 4월 17일 한국의약품안전관리원 개원[3]
- 2013년 1월 31일 기타공공기관 지정

## 조직

### 한국의약품안전관리원장
- 기획경영본부
  - 전략기획팀
  - 경영지원팀
  - 정보화팀
  - 의약품통합정보시스템TF
- 의약품안전정보본부
  - 안전정보관리팀
  - 약물역학빅데이터분석팀
  - DUR정보팀
  - 교육연구TF
- 의약품부작용피해구제본부
  - 피해구제조사팀
  - 피해구제운영팀
- 마약류통합정보관리본부
  - 마약류정보관리팀
  - 마약류보고지원팀
  - 마약류시스템개발
  - 마약류정보분석TF